# 吉沢ミズキ
吉沢 ミズキ（よしざわ ミズキ、1983年10月6日 - ）は、日本のAV女優。

## 略歴
2003年にAVデビュー。
2004年には、『これが噂の薬漬けレズバージョン』で元AV女優、三上翔子と共演した。
一部の作品で吉沢みずきとして出演した作品がある。

## 作品
吉沢ミズキ 名義
2003年
- 路上おもらし娘2（9月21日、グローリークエスト）
- レズ病棟7（10月4日、ディープス）
- 後妻の女（11月13日、隼エージェンシー）
- 麗しの家庭教師 先生、おっぱいハミでちゃいそうっス（11月21日、V&Rプランニング）
- 裏girls*1（12月1日、MOODYZ）
- 秘書 ～華麗なる一日～（12月12日、LEO）
- ザ・女子大生狩り（12月19日、クリスタル映像）
- 妹の晴着（12月19日、レイディックス）
- カップルズ 横浜・川崎編（12月26日、h.m.p）

2004年
- 淫獣伝奇 3 女豹の掟（1月16日、トライハートコーポレーション）
- 仲間はずれ ［性欲なきイジメ］（1月21日、ワープエンタテインメント）
- 超麗しの家庭教師 2（1月21日、V&Rプランニング）
- 巨乳プレイランド（1月23日、オブテイン・フューチャー）
- 痴女する惑星（2月5日、ハンドメイドビジョン）
- 口マンコ(くちマンコ）（3月1日、ワンズファクトリー）
- 集団痴女子高生(ハート）チ○ポいじくり学園（3月4日、SODクリエイト）
- B.B ボインボム02（3月19日、シャイ企画）
- 卒業 第一章（3月21日、大洋図書）
- レズビアンストーリー14 惑溺（4月2日、アウダースジャパン）
- 徹底連続アクメ興奮映像13（4月3日、プレステージ）
- ジ・コ・マ・ン・4 もうパンツ脱ぐんですか?（4月9日、LEO）
- 堕天使 X 瀬戸由衣（4月11日、宇宙企画(メディアステーション））
- 私だけの女教師レズペット ～第3章～（4月15日、SODクリエイト）
- 完全中出し受精ファイル NO.31（5月1日、プレステージ）
- 着衣ローション（5月1日、ワンズファクトリー）
- 熟専!!レズ介護士（5月3日、ハンドメイドビジョン）
- 綺麗なお姉さんの「性教育」（5月14日、LEO）
- フェラ抜き 巨乳美女11人オール主観240分（5月24日、プレステージ）
- 巨乳スポーツ合宿（6月1日、MOODYZ）
- 女子校生拉致監禁 14（6月16日、ゴーゴーズ）
- fetish mix No.3 触感小説 吉沢ミズキ（6月18日、大洋図書）
- PRIVATE STYLE 哀しみはデートの後に…（6月25日、笠倉出版社）
- 女だらけの世界 VOL.3（7月1日、MOODYZ）
- ギン勃ちチ○ポハンターがイク!!2（7月8日、SODクリエイト）
- これが噂の薬漬けレズバージョン（7月22日、ナチュラルハイ）
- レズッチャ4（7月22日、ハンドメイドビジョン）
- ナイスボディお姉さん4時間SPECIAL6（7月30日、クリスタル映像）
- レズスポーツシリーズ第2弾 涼華学園 女子水泳部（8月5日、ディープス）
- 監禁24 TWENTY FOUR MiCO（9月10日、ドグマ）
- 裏・人間●廃業 黒田将稔（9月17日、ジャパンホームビデオ）
- クリームスペシャル ワーキングガール編（12月28日、芳友舎）オムニバス作品

2005年
- 森川流　未公開レズ接吻コレクション（1月20日、ハンドメイドビジョン）
- 麗しの家庭教師 ザ・ファイナル（2月21日、ケイネットワーク）オムニバス作品
- 前貼リズム（3月17日、甲斐正明事務所(ブリット））
- 昭和レトロ夜話 6 白い乳房の匂い・恥肉情婦（5月13日、スマイリー）
- おんなのこのおなにー 7（5月19日、ディープス）
- 理想の上司と縄情事 VS 奉仕上手な桃乳首（11月25日、笠倉出版社）
- Hip Pop Lovers01 吉沢ミズキちゃんの場合（12月16日、無敵屋）

発売日不明
- 女遊戯 チア部の艶技 (アートモデルズ）
- 巨乳Ecstasy (オブテイン・フューチャー）

他多数出演。
吉沢みずき 名義
2003年
- 女子校生たちを犯しませんか 2（12月12日、隼エージェンシー）
- 巨乳中出し240 II（12月12日、隼エージェンシー）
- Roppongi Secret 吉沢みずき（12月18日、キンタロウ企画）
- 淫花の破片 吉沢みずき&羽生めい（12月18日、キンタロウ企画）

2004年
- フェラコレ2004冬（1月9日、隼エージェンシー）
- オナニスト［第六章］（2月13日、隼エージェンシー）
- 巨乳レズビアンSEX 2（2月25日、コロナ）
- 女子校生レズ 3（3月1日、ワンズファクトリー）
- こだわりの手コキ 180SP 31人（3月12日、隼エージェンシー）
- フェラコレ2004春（4月14日、隼エージェンシー）
- オナニスト ［第七章］（5月14日、隼エージェンシー）
- パイレズビアン 吉沢みずき・矢口エミリ（7月10日、ドグマ）
- ガマンできない!女子校生リアル!!（7月15日、アカデミック）オムニバス作品
- 女子校生ストレッチ（8月20日、イマージュ）
- 巨乳レイプ4時間第3章（9月15日、隼エージェンシー）
- 完全自画撮り おな狂い美女七人 第二集（9月24日、インディーズ）オムニバス作品
- 義姉に筆おろしされて僕…もうガマンできない（9月25日、エービーエー）オムニバス作品

2005年
- あぶない放課後2 犯された9人の女子校生（1月15日、隼エージェンシー）
- 巨乳レイプ4時間第4章（2月17日、隼エージェンシー）
- 先生のアソコに入れたくて… 僕、いっちゃいます!!（4月15日、ビッグモーカル）

発売日不明
- 先生のアソコに入れたくて僕…もうビンビンです!! Special (ビッグモーカル）

他